# Algenrodt
Algenrodt ist ein Stadtteil der Stadt Idar-Oberstein im Landkreis Birkenfeld in Rheinland-Pfalz.

## Geographische Lage
Algenrodt liegt nördlich der Stadtteile Idar und Enzweiler.  Es bildet einen Teil des Kernstadtbereichs von Idar-Oberstein.

## Geschichte
Erstmals urkundlich erwähnt wird Algenrodt im Jahre 1321. Seit dem 15. Jahrhundert besteht die Edelsteinmine Steinkaulenberg. Algenrodt wurde im Jahr 1933 zusammen mit Tiefenstein, Idar und Oberstein zur Stadt Idar-Oberstein vereinigt.

## Infrastruktur

### Ortsbild und Verkehr

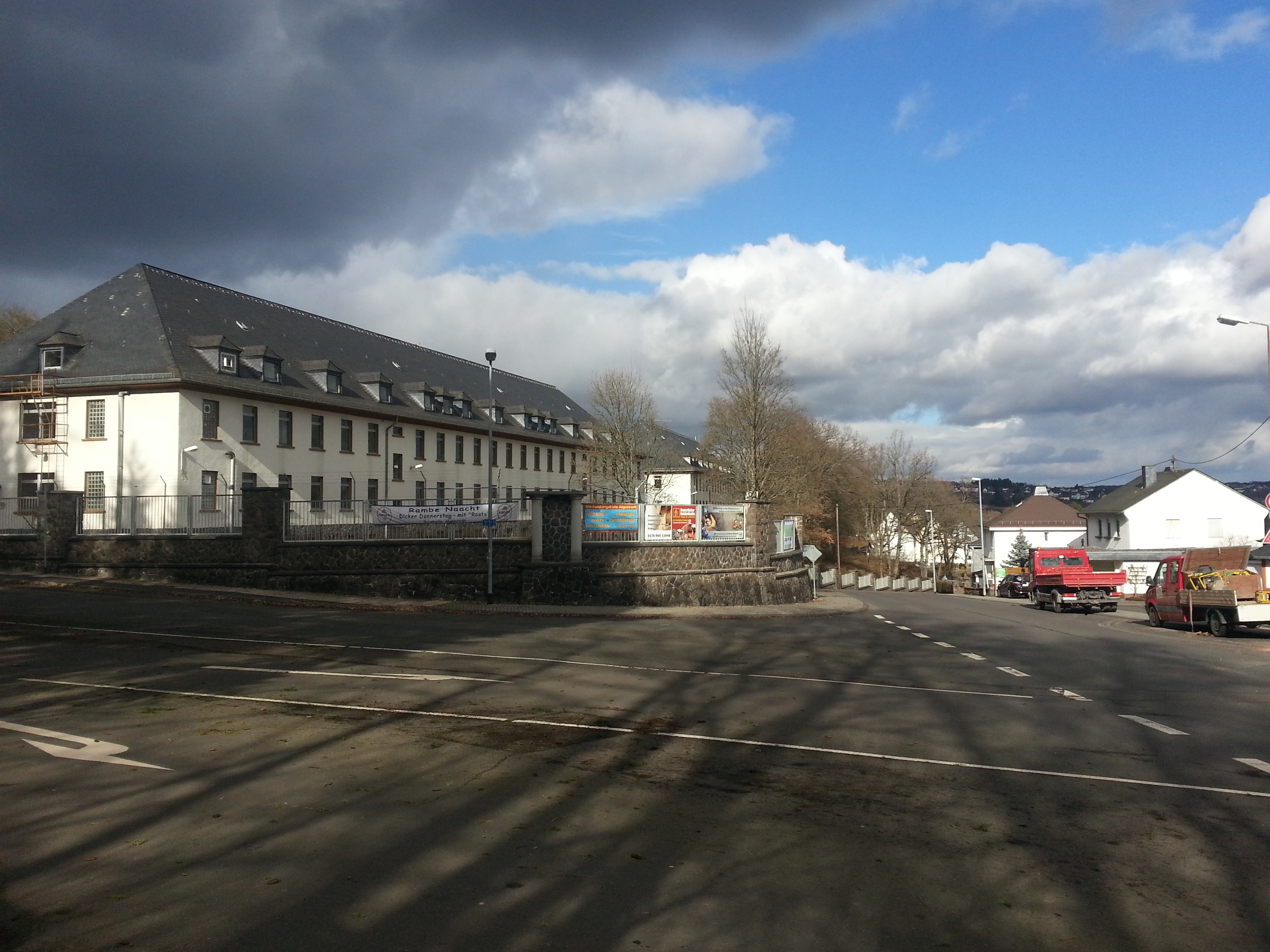
Saarstraße in Idar-Oberstein

Das Ortsbild von Algenrodt ist durch militärische Anlagen und Wohnbebauung geprägt. In Algenrodt liegt die Straßburg-Kaserne und die Artillerieschule. Weiterhin ist die BwFuhrparkService GmbH und ein Bundeswehr-Dienstleistungszentrum in der Straße „Am Rilchenberg“ angesiedelt. Die Touristenattraktion Edelsteinmine Steinkaulenberg liegt am Rande des Stadtteils. Am Ortseingang steht der Rabenkreisel. Dieser verbindet den Stadtteil mit der B 41 und den Stadtteilen Idar und Oberstein. In kirchlicher Trägerschaft steht die Kindertagesstätte Algenrodt. Die Grundschule Algenrodt ist als Ganztagsschule in städtischer Trägerschaft. Am Ortsrand liegt noch ein Friedhof. Neben dem Fußballplatz steht die VfL-Mehrzweckhalle. Das Tenniszentrum im Jahnhaus ist zudem ein Sportzentrum für Squash, Tennis und Badminton.  Algenrodt wird von der Verkehrsgesellschaft Idar-Oberstein mit der Buslinie 303 in 30-Minuten-Rhythmus angefahren. Ein mit Algenrodt verbundenes Wort ist „Rambe“, das im regionalen Dialekt für „Raben“ steht.

### Bauobjekte
- Artillerieschule der Bundeswehr
- Edelsteinminen Steinkaulenberg
- Straßburgkaserne
- Tenniszentrum Jahnhaus
- VfL-Sporthalle

### Vereine
- Interessengemeinschaft Algenrodt
- VfL Algenrodt
- Verschönerungsverein Algenrodt e. V.
- Obst- und Gartenbauverein Algenrodt
- ehemalige Feuerwehr Algenrodt
- Musikverein Algenrodt

## Regelmäßige Veranstaltungen
- Rambe-Kirb (Dorffest)
- Rambe-Nacht (Fastnachtsparty)
- Rambe-Weihnachtsmarkt